# Sandały Jezusa

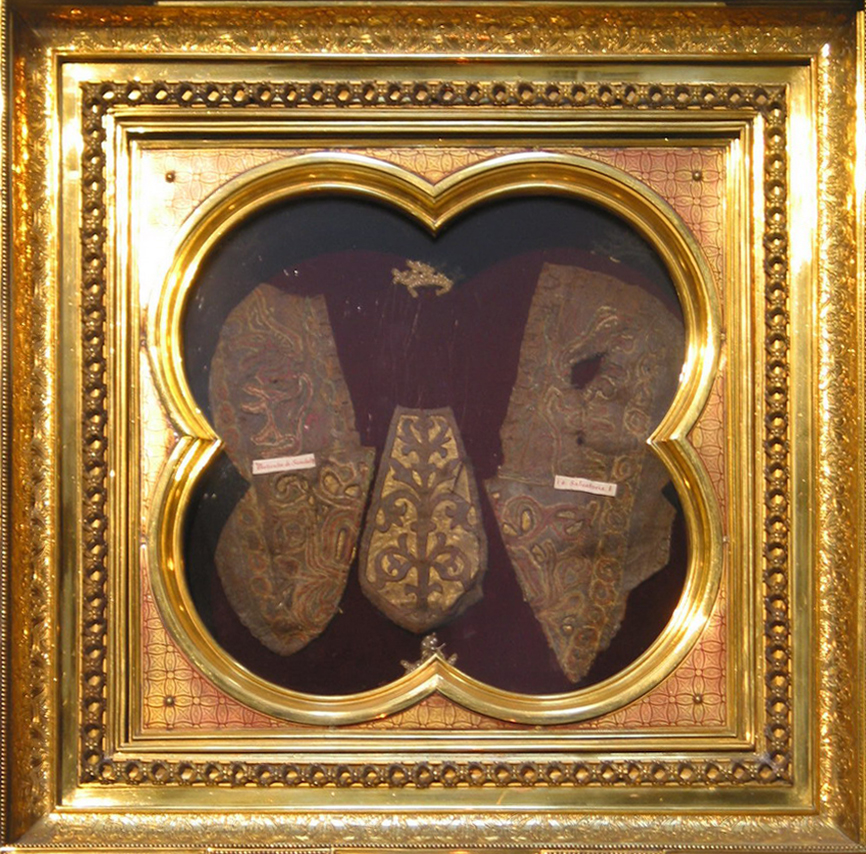

Sandały Jezusa – relikwia związana z Jezusem Chrystusem, który miał ich używać podczas swych wędrówek po Ziemi Świętej.

## Historia
Relikwia ta, podobnie jak inne związane z Jezusem, została sprowadzona do Rzymu po 326 roku przez matkę Konstantyna Wielkiego – św. Helenę po odbytej pielgrzymce do Palestyny. W 752 r. papież Zachariasz przekazał ją opactwu Prüm jako dowód uznania za wybór Pepina na króla Franków. W ten sposób podniesiono znaczenie opactwa, a tamtejszy kościół stał się miejscem pielgrzymkowym. Znaczenie relikwii jak i opackiej bazyliki zmniejszyło się w XII wieku w następstwie darowania Świętej Tuniki diecezji w Trewirze. Spór pomiędzy Prüm a Trewirem, o to czyja relikwia jest ważniejsza, trwał aż do 1574 r., kiedy opactwo włączono do diecezji trewirskiej. 
W roku 2007 sandały zostały poddane badaniom naukowym, które potwierdziły, iż jest to połączenie obuwia oryginalnego z używanym w czasach późniejszych (ok. VIII wieku), i że posiadają one mikroślady gleby charakterystycznej dla okolic Jerozolimy. Obecnie sandały są nadal eksponowane w bazylice (w bocznym ołtarzu) wraz z tablicą wyjaśniającą pochodzenie relikwii. 

## Biblijne znaczenie sandałów Jezusa
W obyczajowości starotestamentowego Wschodu noszenie sandałów było przywilejem ludzi wolnych; pozbawieni praw niewolnicy musieli chodzić boso. Dlatego po powrocie syna marnotrawnego ojciec poleca przynieść mu „pierścień na rękę i sandały na nogi” (Łk 15,22), co ma oznaczać przywrócenie mu poprzednich praw. W domu obuwie zdejmowano, na ogół przy pomocy sług. Jan Chrzciciel, udzielając w Jordanie chrztu pierwszym wyznawcom nowej wiary, wyraża tym samym pokorę, mówiąc:

Idzie za mną mocniejszy ode mnie, a ja nie jestem godzien, aby się schylić i rozwiązać rzemyk u Jego sandałów. Ja chrzciłem was wodą, On zaś chrzcić was będzie Duchem Świętym.

{{Cytat}} Przestarzałe pola: 1.
Sam Jezus zalecał swym uczniom zabranie w drogę jedynie sandałów, co było dla nich zobowiązaniem wyrzeczenia się jakichkolwiek dóbr materialnych (Mk 6,9). Z listu św. Pawła do Efezjan zaś wynika, że obuwie mogło symbolizować również głoszenie Dobrej Nowiny całemu światu (Ef 6,15).